# Happy Endings Sleepover
Happy Endings Sleepover je americký hraný film z roku 2019, který režíroval Davey Porter podle vlastního scénáře. Snímek měl světovou premiéru na San Antonio QFest – LGBT International Film Festivalu 11. října 2019.

## Děj
Johnnie Allen se rozhodl, že bude pracovat pro CIA. Je odvelen do Dánska, kde má čekat na svůj první úkol. Ubytuje se v podnájmu v Aarhusu, kde se seznámí s mladými lidmi ze sousedství. Jedním z nich je Sander, do kterého se Johnnie zamiluje. Zanedlouho obdrží příkaz, aby z Kodaně odjel do Finska vyzvednout amerického špiona, který působil v Kremlu, ale musí se dostat z Ruska. Johnnie jej má odvézt do Antverp, odkud agent odpluje nákladní lodí. Johnnie řekne Sanderovi, jaká je jeho práce a pozve ho, aby na misi jeli spolu. Cesta zpočátku probíhá dobře, nicméně po nastoupení agenta do vozu Sander zjistí, že se jedná o dvojitého agenta, což pro oba znamená zvýšené nebezpečí.

## Obsazení
| Jeppe Fogsgaard        | Johnnie Allen      |
| Jonas Kyed             | Sander Lars Hansen |
| Danny Bærtelsen        | Kolya              |
| Anette Elise           | Marge Stupelmann   |
| Gustav Møller-Nielsen  | Jannik Hansen      |
| Anton Lund Andersen    | Emil               |
| Carsten Lind Thomsen   | Jespersen          |
| Alice Rasmussen        | Emma               |
| Mads Ranch             | Bent Gundersen     |
| Bjarne Jønsson         | Pavel z Česka      |
| Albert Malmose Fiellau | Troels             |
| Sanne Bavn             | Magda              |
| Marlene Jørgensen      | Frandsen           |